# Droxford
Droxford – wieś w Anglii, w hrabstwie Hampshire, w dystrykcie Winchester. Leży 21 km na południowy wschód od miasta Winchester i 93 km na południowy zachód od Londynu. Miejscowość liczy 600 mieszkańców.